# Mu Librae
Désignations
Mu Librae ou μ Librae est une probable étoile triple dans la constellation de la Balance. Elle a une magnitude apparente combinée de 5,32, qui est suffisamment brillante pour être faiblement visible à l'œil nu. Avec un décalage de la parallaxe annuel de 13,71 mas, le système est situé à une distance estimée à environ 240 années-lumière de la Terre.

## Caractéristiques
La paire intérieure se compose de deux étoiles blanches de la séquence principale qui, en 2006, avaient une séparation angulaire de 1,79 seconde d'arc le long d'un angle de position de 5,5°. Elles ont une séparation physique estimée à 139 ua. Le composant A, est une étoile Ap magnétique de magnitude 5,69 montrant des surabondances d'éléments comme l'aluminium, le strontium, le chrome et l'europium. Par conséquent, elle a un type spectral de A1pSrEuCr. C'est une variable photométrique avec des périodes de 25,399 2 ± 0,197 0 et 1,887 1 ± 0,000 8 jours. L'intensité du champ magnétique de surface est de 1 375 G.
Le composant B est une étoile Am avec un type spectral A6m. Elle a une magnitude apparente de 6,72. Le membre tertiaire (composant C), est une étoile de magnitude 14,70 située à une séparation angulaire de 12,90 secondes d'arc et à un angle de position de 294° en 2000.